# James Melcher
James Laurence Melcher (Pittsfield, 5 novembre 1939 – New York, 17 aprile 2023) è stato uno schermidore statunitense, specialista della spada.

## Biografia
Ha partecipato ai Giochi della XX Olimpiade di Monaco nel 1972.

## Palmarès
In carriera ha conseguito i seguenti risultati:
- Giochi Panamericani:

San Paolo 1963: oro nella spada a squadre.
Cali 1971: oro nella spada a squadre e bronzo individuale.